# Liste der Kulturdenkmäler in Mayschoß
In der Liste der Kulturdenkmäler in Mayschoß sind alle Kulturdenkmäler der rheinland-pfälzischen Ortsgemeinde Mayschoß einschließlich des Ortsteils Laach aufgeführt. Grundlage ist die Denkmalliste des Landes Rheinland-Pfalz (Stand: 12. Juni 2023).

## Einzeldenkmäler
| Bezeichnung                                | Lage                                               | Baujahr                   | Beschreibung                                                                                             | Bild                                    |
| ------------------------------------------ | -------------------------------------------------- | ------------------------- | --- | --------------------------------------- |
| Bahnhof Mayschoß                           | Mayschoß, Ahr-Rotweinstraße 47/Eurode-Platz 1 Lage | 1890er Jahre              | Fachwerkbau, teilweise massiv, Krüppelwalmdach, Schweizer Stil, 1890er Jahre                             | weitere Bilder Fotos hochladen          |
| Katholische Kirche St. Nikolaus und Rochus | Mayschoß, Dorfstraße Lage                          | 1908–13                   | querhauslose neuromanische Basilika, bezeichnet 1908–13, Westturm von 1721/27; Gesamtanlage mit Friedhof | weitere Bilder Fotos hochladen          |
| Grabkreuze                                 | Mayschoß, Dorfstraße, bei der Kirche Lage          | 18. und 19. Jahrhundert   | vier Grabkreuze, drei aus dem 18. Jahrhundert, eins bezeichnet 1886                                      | BW                                      |
| Alte Schule                                | Mayschoß, Dorfstraße 51 Lage                       | 1844                      | Bruchsteinbau, bezeichnet 1844                                                                           | BW                                      |
| Schulhaus                                  | Mayschoß, Dorfstraße 53 Lage                       | Ende des 19. Jahrhunderts | Bruchsteinbau, Ende des 19. Jahrhunderts                                                                 | BW                                      |
| Hofanlage                                  | Mayschoß, Dorfstraße 63 Lage                       | 16[xx]                    | Hofreite; Fachwerkhaus, bezeichnet 16[xx], ehemalige Fachwerk-Scheune, teilweise massiv, 19. Jahrhundert | BW                                      |
| Tür                                        | Mayschoß, Dorfstraße, an Nr. 64 Lage               |                           | klassizistisches Türblatt                                                                                | BW                                      |
| Kindergarten                               | Mayschoß, Dorfstraße 82 Lage                       | nach 1900                 | ehemaliges Herz-Jesu-Kloster; Schieferbruchsteinbau, kurz nach 1900                                      | weitere Bilder Fotos hochladen          |
| Katholisches Pfarrhaus                     | Mayschoß, Dorfstraße 84 Lage                       | 1790                      | abgewalmter Mansarddachbau, bezeichnet 1790                                                              | BW                                      |
| Wohnhaus                                   | Mayschoß, Etzhardgasse 5 Lage                      | 19. Jahrhundert           | Fachwerkhaus, teilweise massiv, wohl aus dem 19. Jahrhundert, Scheune; Gesamtanlage                      | BW                                      |
| Weingut Becker                             | Mayschoß, Waagstraße 16 Lage                       | Ende des 19. Jahrhunderts | achtachsiger Schieferbruchsteinbau, Ende des 19. Jahrhunderts; Gesamtanlage mit Scheunen und Kapelle     | weitere Bilder Fotos hochladen          |
| Weinberge                                  | Mayschoß, östlich des Ortes Lage                   |                           | ausgedehnte, terrassierte Anlage                                                                         | weitere Bilder Fotos hochladen          |
| Saffenburg                                 | Mayschoß, südöstlich des Ortes Lage                | 11. Jahrhundert           | Burgruine des 11. Jahrhunderts                                                                           | weitere Bilder Fotos hochladen          |
| Hofanlage                                  | Laach, Ahr-Rotweinstraße 63 Lage                   | 19. Jahrhundert           | Schieferbruchsteinbau, Krüppelwalmdach, 19. Jahrhundert; Gesamtanlage                                    | BW                                      |
| Wegekreuz                                  | Laach, Bundesstraße                                | 1728                      | Wegekreuz, Nischentyp, bezeichnet 1728                                                                   | Direkt Bild zu diesem Denkmal hochladen |
| Villa Eulenburg                            | Laach, Bundesstraße 5 Lage                         | um 1900                   | Krüppelwalmdachbau, Bruchstein, Fachwerktreppenturm, um 1900                                             | weitere Bilder Fotos hochladen          |
| Wegekreuz                                  | Laach, Bundesstraße, bei Nr. 18 Lage               | 1681                      | Wegekreuz, bezeichnet 1681                                                                               | BW                                      |